# Saum (Islam)

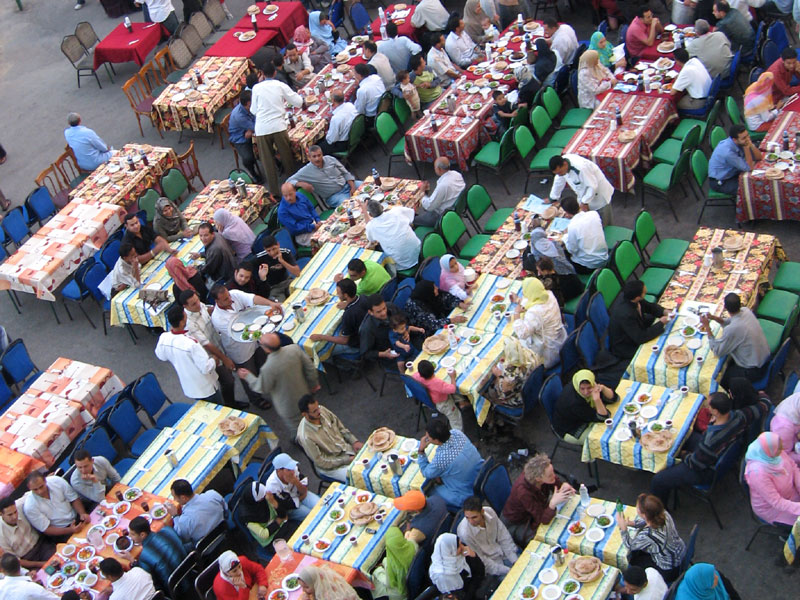
Iftar in Kairo, Ägypten

Das arabische Wort Saum (arabisch صوم, DMG ṣaum) oder Siyam (صيام, DMG ṣiyām ‚Fasten‘, persisch روزه, DMG rūze, türkisch oruç) bezeichnet das religiöse Fasten im Islam. 

## Ramadan-Fasten
Das Fasten während des Ramadan gehört zu den fünf Säulen (Grundpflichten) des Islams. Für alle erwachsenen und gesunden Muslime ist das Fasten während des gesamten Monates Ramadan im Normalfall verpflichtend. Hierbei nehmen die Fastenden täglich zwischen Morgendämmerung und Sonnenuntergang keine Nahrungs- oder Genussmittel zu sich und dürfen keinen Geschlechtsverkehr haben. Das Mahl zum Fastenbrechen am Abend wird Iftar (arabisch إفطار, DMG ifṭār) genannt. Die letzte Mahlzeit am Morgen nennt man Sahūr.

## Andere Fasten-Arten
Neben dem Pflichtfasten im Ramadan gibt es im Islam noch verschiedene Arten des Sühnefastens sowie des supererogatorischen Fastens. Zu dem supererogatorischen Fasten gehören zum Beispiel das Fasten am Aschura-Tag und das Fasten im Monat Schaʿbān. Daneben gibt es auch ein freiwilliges Fasten, das auf bestimmte Wochentage beschränkt ist.

## Fasten-Verbote
An den beiden islamischen Festen, dem Opferfest und den drei nachfolgenden Tagen und dem Fest des Fastenbrechens sowie in Nächten ist das Fasten verboten.

## Belege
1. ↑  Der Qur'an Sura 2 Vers 187
2. ↑  Die Mehrheit der deutschen Qur'anübersetzungen benutzt das Wort Morgendämmerung
3. ↑  Vgl. Lech: Geschichte des islamischen Kultus. 1979, S. 246.
4. ↑  Vgl. Lech: Geschichte des islamischen Kultus. 1979, S. 138–153.
5. ↑  Vgl. Lech: Geschichte des islamischen Kultus. 1979, S. 246.
6. ↑  ʿAbd al-Qāhir al-Baġdādī: Uṣūl ad-Dīn. Maṭbaʿat ad-Daula, Istanbul 1928. S. 213. Digitalisat